# زغال فشرده

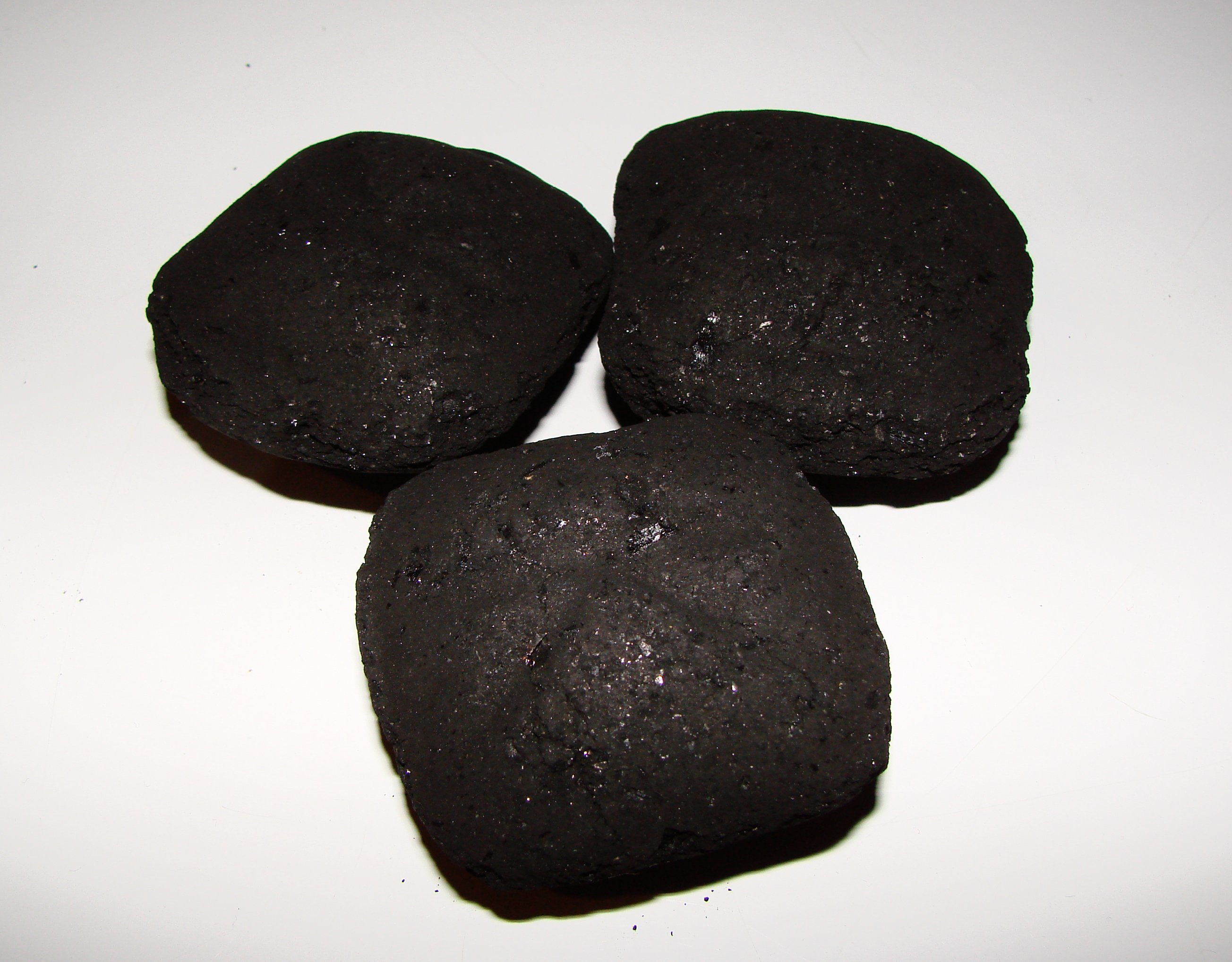
قالب‌های زغال فشرده

زغال فشرده یا زغال قالبی، رایج‌ترین نوع بریکت سوختی است که با گرد زغال چوب ساخته می‌شود.
برای ساختن این ماده، دو روش وجود دارد یکی با استفاده از خرده زغال چوب که آن را آسیاب کرده و گرد به دست آمده را با گونه‌ای چسب که معمولا چسب طبیعی است به همراه برخی افزودنی‌های دیگر درهم می‌آمیزند، سپس مخلوط به دست آمده را تحت فشار و گرما قرار داده و به شکل‌های گوناگون (معمولاً چهارگوش یا استوانه‌ای یا تخم مرغی) قالب‌گیری می‌کنند. در روش دوم فقط از الیاف طبیعی مخصوصا خاک‌اره استفاده شده و خاک‌اره نباید حاصل از چوب‌های صنعتی مانند نئوپان باشد و آن‌ها را توسط آسیاب خرد کرده و سپس خشک کرده و توسط دستگاه‌های فشار بالا به هم پرس کرده و بعد از این مرحله برای عملیات کربونیزاسیون آن‌ها را وارد کوره کرده که بسته به نوع کوره (صنعتی و سنتی) و جنس الیاف بکار برده شده (خاک اره؛ پوست گردو؛ و غیره) ۱۲ تا ۴۸ ساعت حرارت می‌دهند و سپس از کوره خارج کرده و داخل یک محفظه بسته قرار می‌دهند و بعد ۴۸ ساعت زغال حاصل می‌شود که این نوع زغال در تمامی کشورهای صنعتی به علت آلایندگی کمتر، بدون بو، بدون دود، عمر طولانی سوختن، گرما دهی بالا و حفاظت از منابع طبیعی جایگزین سوخت‌ها حتی زغال‌سنگ شده‌است.